# Xã Thief Lake, Quận Marshall, Minnesota
Xã Thief Lake (tiếng Anh: Thief Lake Township) là một xã thuộc quận Marshall, tiểu bang Minnesota, Hoa Kỳ. Năm 2010, dân số của xã này là 39 người.